# Paolo da Visso

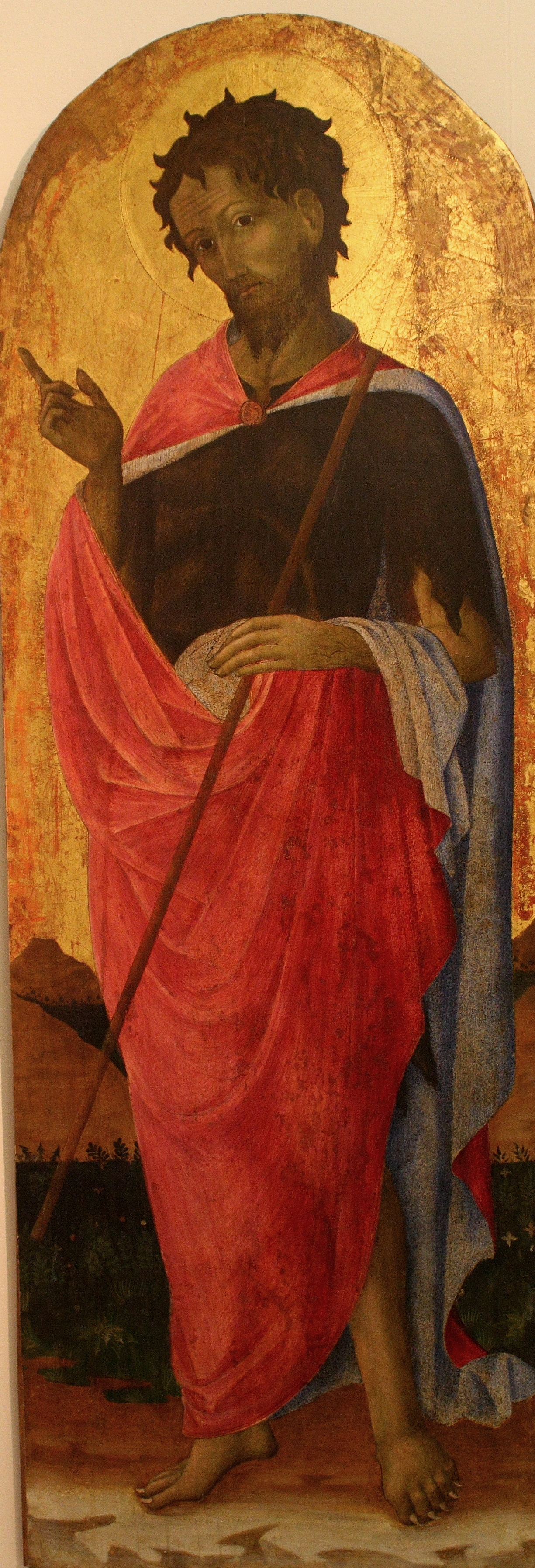
San Giovanni Battista, Národní galerie di Praga.

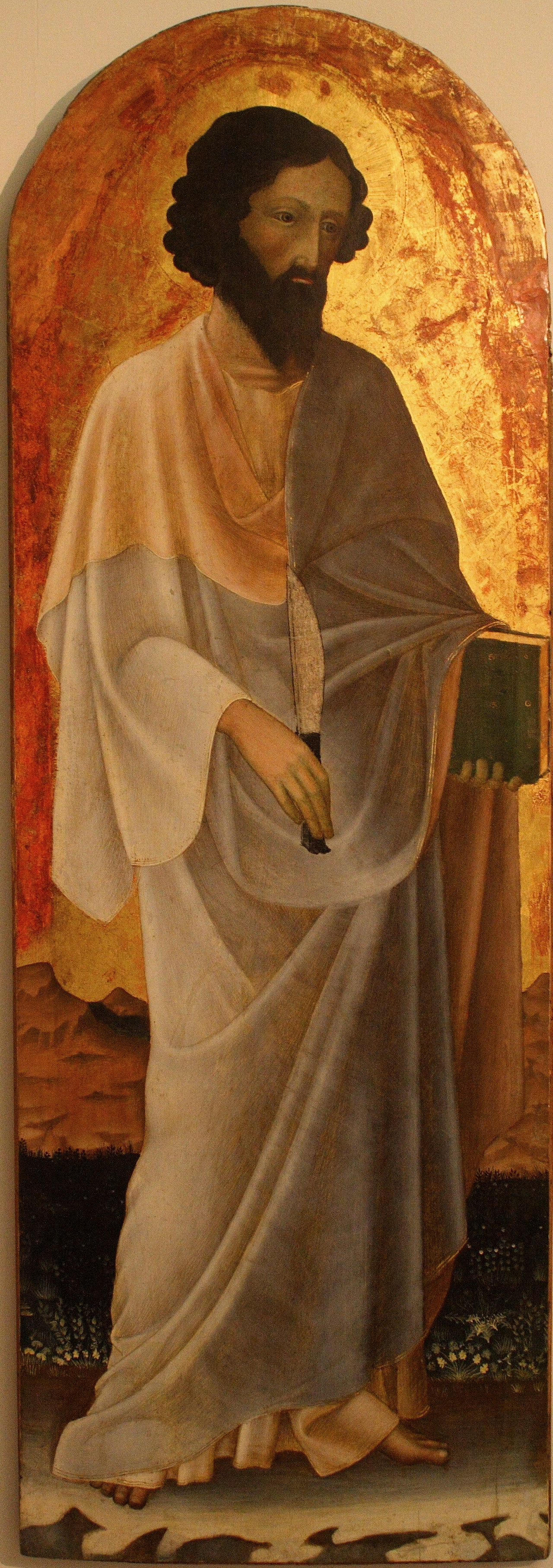
"San Bartolomeo".

Paolo di Giovanni da Visso, meglio conosciuto come Paolo da Visso (Aschio, ... – ...; fl. XV secolo), è stato un pittore italiano tardo gotico, attivo nel XV secolo.

## Vita e opere
Originario di Aschio, antico possedimento del feudatario di Norcia, ceduto al comune di Visso nel 1255, ancora oggi piccola frazione dello stesso comune.
Paolo da Visso rappresenta la più importante personalità pittorica del territorio. Attivo tra il 1431 e il 1482, di lui si conoscono diverse opere distribuite tra Marche e Umbria delle quali una sola reca la sua firma, ovvero la Madonna in Trono con Bambino, realizzata per la Chiesa di Santa Maria dell'Oro a Terni, parte della Collezione Campana che dal 1976 si trova ad Avignone al Musée du Petit Palais.
L'artista realizzò nel 1455 una propria bottega a Visso, dopo aver appreso in Umbria da un maestro probabilmente folignate. Nel suo stile si richiamano tratti di pittori come Arcangelo di Cola, Giovanni Boccati, Girolamo di Giovanni, Angelo di Antonio, Stefano di Giovanni e Carlo Crivelli. Suoi allievi furono Tommaso di Pietro da Visso, Luca di Raimondo e Benedetto di Marco di Castelsantangelo.

## Opere
- Annunciazione, portale della Collegiata di Santa Maria a Visso, 1444.
- Tavola d'Avignone, Avignone, Musée du Petit Palais (opera eseguita per la chiesa di Santa Maria dell'Oro)
- Madonna del Voto, (Visso), Museo civico diocesano di Visso.
- Polittico di Nocelleto, (Visso), Museo civico diocesano di Visso (opera eseguita per la chiesa di Santa Maria Castellare).
- Sposalizio Mistico di Santa Caterina, Pinacoteca Civica di Ascoli Piceno[1].
- Madonna in Trono con Bambino, Palazzo dei Priori di Visso, 1481.
- San Giovanni Battista e San Bartolomeo, Národní galerie di Praga.

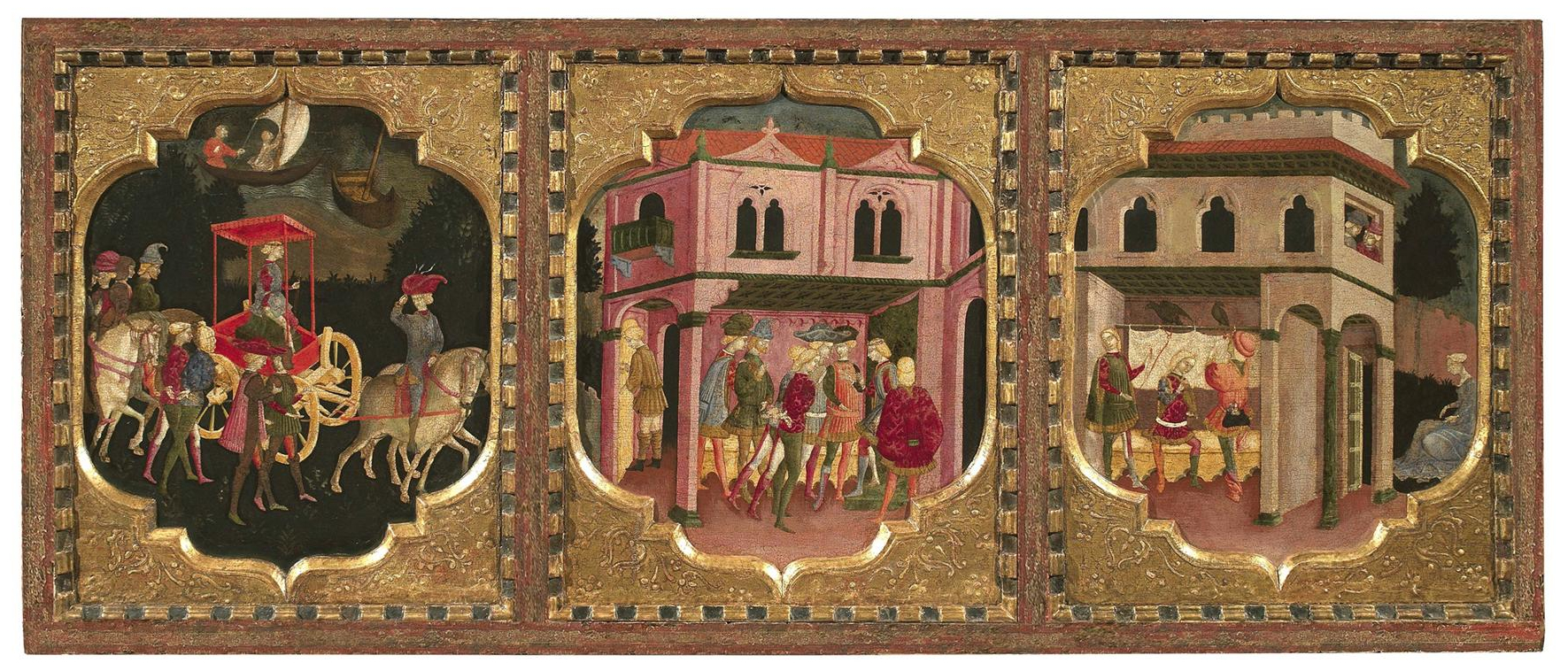

- Altre opere minori.